# Holmberg 15A
Holmberg 15A es una galaxia elíptica súper gigante, y domina el centro de Abell 85, un grupo de galaxias en la constelación de Cetus, aproximadamente a 700 millones de años luz de la Tierra. Fue descubierta en 1937 por Erik Holmberg. El descubrimiento solo fue posible gracias a su núcleo, el núcleo más grande jamás observado en una galaxia, con 15 000 años luz.

## Agujero negro supermasivo
El componente principal del núcleo de la galaxia es un agujero negro supermasivo, cuya masa actualmente se acerca a 170 mil millones de masas solares, según la estimación de Rusli (aproximando el radio). Anteriormente, había sido estimada por Lauer, con una masa superior a 310 mil millones de masas solares, utilizando el método del punto de rayos gamma en el radio del núcleo. Kormendy y Bender dieron el valor de 260 mil millones de masas solares. Kormendy y Ho dieron estimaciones más bajas en 2013, entre 2,1 y 9,2 mil millones de masas solares. Sin embargo, el método que utilizó Rusli es el más preciso. Esto hace que este sea el segundo agujero negro más masivo jamás descubierto. Es 30 veces más grande que el agujero negro Messier 87 y 41 500 veces más grande que el agujero negro Sagittarius A en el centro galáctico. Usando la fórmula de Schwarzschild, este agujero negro tiene 1 billón de km de diámetro, aproximadamente 84 veces la distancia del Sol a Plutón, o aproximadamente 121,3 días luz.